# インバウン丼
インバウン丼（インバウンどん）は、訪日外国人観光客をターゲットにした高額な海鮮丼の俗称。「インバウンド」と「海鮮丼」のかばん語である。

## 概要
2024年2月にオープンした商業施設「豊洲 千客万来」では、1杯5000円以上の海鮮丼や、大トロや中トロがのった6980円の海鮮丼が提供され、SNS上で「インバウン丼」と揶揄された。北海道のニセコでも同様に高額な飲食店が立ち並ぶ。
「インバウン丼」は、2024年の「新語・流行語大賞」にもノミネートされた。

## 評価・反応
「インバウン丼」や高額な飲食店に対し、ある外国人観光客は「安くはないが、日本のレストランはサービスがいい」などと評価している。
ある専門家は「オーバーツーリズムの弊害ばかりに注目が集まり、外国人観光客が“お客様”ではなく“迷惑客”とみる論調も一部で見られるようになっている」「日本より物価水準の低いところから訪れる外国人観光客、決して裕福ではない学生もいることを忘れてはならない」といった評価を行っている。
円安の日本の状況を鑑みて「これが世界基準だ」「日本人の賃金が上昇すれば…」といったインバウンド価格への理解を示す声もあがった。
株式会社ビヨンドのマーケティングソリューション事業部の社員は、日本人に向けた「インバウン丼」について、特別感の演出や品質の高さのアピール、新たな食体験の提供といったメリットの一方で、高価格帯のメニューに対して抵抗感を持つ日本人の存在や、日常的な利用には不向きであるというデメリットを指摘している。
タレントの梅沢富美男は、TOKYO MXの『バラいろダンディ』で函館のなじみの飲食店で、3000円だった海鮮丼が8000円に値上がりしており、食事後「お前ら、いい加減にしろよ」「2度と来ないよ」「そのうちにしっぺ返しがくるからな」と言い放ったことを語り、「もっと言ってくれ！」「一度離れた客は値段を下げても戻ってこないもんだよ。他にも店あるしね」といった声の一方で、「需給バランスだけで価格決めたらこうなる。それでも金払う客だけで生きていくなら問題ない」「その値段で食べてくれる人が居るなら別に良い」などの批判の声が上がった。
大阪府大阪市道頓堀のあるすき焼き専門店では、従来日本人向けに1万円台までのコース料理を提供していたが、単価は上がるが単品を注文するより安い2万円を超える特別コースを提供したところ、インバウンド売り上げは14倍に増えた。
ニセコで札幌から出店の弁当やスイーツを扱うあるキッチンカーでは3000円のチキンカレーとカツ丼が人気で出店者は「安くしたことがあったが、品質が悪いと思われて売れなくなり、値段を戻した」という。別店舗では、アルバイトの時給・出店料が高額であることもあり、「ニセコはぼったくりと言われるが、やっていくにはこの値段しかない」という。
記事冒頭で述べた「6980円の海鮮丼」を提供する店舗の店長は、6980円の海鮮丼はぼったくりではないかという意見に対し「誹謗中傷だとも思わないし、逆にチャンスだと思っています。話題になって、お客さんに食べに来てもらって、それで『やっぱり価値があるね』と思ってもらえればそれでいい。その上で、お客さんが“ボッタクリ”だと思うのであれば、それはお客さんの価値観でしょう。今は円安だし、外国人にとってはこの値段でも安いんですよ」とし、「うちは愛媛県の宇和島で養殖された本マグロを、冷凍ではなく、生で仕入れて使っています。それにかかる経費や人件費、場所代などもろもろ考えてもらえればわかると思いますが、完全に適正価格ですよ」と語っている。
「豊洲 千客万来」では、オープン当時、日本人客の間では比較的に手頃な価格なメニューが多い店に長蛇の列ができていた。第一生命経済研究所の首席エコノミストである永濱利廣は、「商品・サービスの中身が伴った値段が高い物については、財布のヒモが固い日本人よりも、インバウンド（訪日客）をターゲットにして、販売していくのが大きなポイントになってくる」と指摘した。

## その他
名代富士そばの限定メニュー「DX柔らかポークの薬味たっぷり玉子丼」が、2300円と富士そばの中では高額であったことから「インバウン丼」として一部で炎上した。